# Reconquista
Reconquista (một từ tiếng Tây Ban Nha và tiếng Bồ Đào Nha, có nghĩa là "tái chinh phục", trong tiếng Ả Rập gọi là: الاسترداد al-ʼIstirdād, "tái chiếm") là một quá trình hơn 700 năm (539 năm ở Bồ Đào Nha) ở thời Trung Cổ, trong đó những vương quốc Kitô giáo đã thành công trong việc chiếm lại bán đảo Iberia từ tỉnh Al-Andalus của người Hồi giáo. Cuộc chinh phục vương quốc Visigoth của người Hồi giáo vào thế kỷ thứ 8 đã trải rộng khắp bán đảo (trừ phần lớn của Galicia, Asturias, Cantabria và Vasconia). Sau 500 năm, chính quyền Moor cuối cùng là triều đại Nasrid ở Bá quốc Granada phía nam bán đảo Iberia. Với thất bại năm 1492, toàn bộ bán đảo Iberia đã trở lại dưới quyền của các vương quốc Kitô giáo, hoàn tất quá trình Reconquista.
Quá trình Reconquista Al-Andalus bắt đầu sau sự xâm chiếm của người Hồi giáo và trải qua nhiều giai đoạn trong nhiều thế kỷ trước khi kết thúc. Sự hình thành Vương quốc Asturias dưới trướng Pelagius và Trận Covadonga năm 722 là những sự kiện chính. Charlemagne (768–814) tái chiếm phía tây Pyrenees và Septimania và thành lập Marca Hispánica để bảo vệ biên giới giữa Francia và những người Hồi giáo. Sau các cuộc Thập tự chinh, phần lớn ý tưởng Reconquista được gộp lại trong khuôn khổ rộng hơn của thập tự chinh. Những Thập tự quân dưới sự lãnh đạo của Afonso Henriques tới Bá quốc Bồ Đào Nha. Đến năm 1249, việc tái chiếm Bồ Đào Nha hoàn tất và những người Moor bị trục xuất.
Reconquista là một quá trình lâu dài và phức tạp. Những nhà lãnh đạo Kitô giáo và Hồi giáo thường bị chia rẽ trong nội bộ và giao tranh. Những liên minh vượt qua cả ranh giới niềm tin không phải là hiếm. Cuộc chiến đấu giữa Kitô giáo-Hồi giáo cũng được đánh dấu bởi những thời kỳ hòa bình và ngừng bắn lâu dài. Vấn đề làm sự việc trở nên phức tạp là lính đánh thuê thường chiến đấu cho phe nào trả nhiều tiền nhất.
Giai đoạn quan trọng của quá trình Reconquista được hoàn thành năm 1249, sau Trận Navas de Tolosa, khi nhà nước Hồi giáo cuối cùng ở bán đảo Iberia là Emirate of Granada trở thành chư hầu cho vương quốc Kitô giáo Vương quốc Castilla. Điều này diễn ra trong 250 năm trước khi người Castilla khởi đầu cuộc Chiến tranh Granada năm 1492 và đã thành công trục xuất tất cả quyền lực Hồi giáo khỏi Tây Ban Nha. Nhà lãnh đạo Hồi giáo cuối cùng của Granada, Muhammad XII, đầu hàng trước nữ hoàng Isabel I của Castilla, người cùng với chồng Ferrando II của Aragón, được biết đến là những Quốc vương Công giáo.

## Các sự kiện chính
- 711: Những cuộc chinh phục Iberia của người Hồi giáo bắt đầu.
- 718: Sự thống trị của người Moor ở thời đỉnh cao, chinh phục gần như tất cả bán đảo Iberia, các dãy núi Pyrenees, và một phần của miền Nam nước Pháp ngày nay.
- 722: Trận Covadonga ở phía tây bắc của Iberia. Quá trình Reconquista của phe Kitô giáo bắt đầu.
- 739: Lực lượng đồn trú của người Moor bị đánh đuổi ra khỏi Galicia bởi liên minh Asturia-Galicia.
- 800: Người Frank hoàn tất cuộc tái chiếm tất cả các lãnh thổ miền nam nước Pháp ngày nay, khu vực Pyrenees và lập nên Marca Hispanica.
- 801: Người Frank tái chiếm Barcelona.
- 914: Hoàn tất cuộc tái chiếm phía tây bắc. Barcelona bị quân Hồi giáo chiếm lại, nhưng sự thống trị rất ngắn ngủi.
- 1085: Toledo được tái chiếm bởi lực lượng Castila.
- 1212: Liên minh giữa các vương quốc Thiên chúa giáo (gồm Vương quốc Castilla, Bồ Đào Nha, Vương quốc Navarra, và Vương quốc Aragon) đoàn kết chống lại các lực lượng Hồi giáo trong cuộc chiến lớn ở Navas de Tolosa thuộc Jaén (trận Navas de Tolosa), là bước ngoặt dẫn tới sự sụp đổ cuối cùng của Al-Andalus.
- 1236: Một nửa của Iberia đã bị chinh phục bởi những người Kitô giáo. Cadiz bị đánh chiếm bởi lực lượng Castilla tấn công từ biển.
- 1249: Vua Afonso III của Bồ Đào Nha chiếm được Faro (trong Algrave), kết thúc quá trình Reconquista ở Bồ Đào Nha năm 1250 [3] Tiểu vương quốc Granada trở thành nhà nước Hồi giáo duy nhất còn sót lại ở Iberia.
- Thập kỷ 1300 và 1400: Quân Hồi giáo Marinid giành quyền kiểm soát của một số thị trấn trên bờ biển phía nam, nhưng nhanh chóng bị đẩy lùi.
- 1492: Hiệp ước Granada hoàn tất quá trình Reconquista.